# ایرر
ایرر، روستایی از توابع بخش گوهران شهرستان بشاگرد در استان هرمزگان ایران است.

## جمعیت
این روستا در دهستان گوهران قرار دارد و براساس سرشماری مرکز آمار ایران در سال ۱۳۸۵، جمعیت آن ۳۱۳ نفر (۷۲خانوار) بوده‌است.